# Liste der Biografien/Schev
Liste der Biografien |
Portal Biografien |
Personensuche
# |
A |
B |
C |
D |
E |
F |
G |
H |
I |
J |
K |
L |
M |
N |
O |
P |
Q |
R |
S |
T |
U |
V |
W |
X |
Y |
Z |
?
 
Sa |
Sb |
Sc |
Sd |
Se |
Sf |
Sg |
Sh |
Si |
Sj |
Sk |
Sl |
Sm |
Sn |
So |
Sp |
Sq |
Sr |
Ss |
St |
Su |
Sv |
Sw |
Sy |
Sz
 
Sca–Sce |
Sch |
Sci–Scz
 
Scha |
Schc |
Schd |
Sche |
Schg |
Schi |
Schj |
Schk |
Schl |
Schm |
Schn |
Scho |
Schp |
Schr |
Schs |
Scht |
Schu |
Schv |
Schw |
Schy
 
Scheb |
Schec |
Sched |
Schee |
Schef |
Scheg |
Scheh |
Schei |
Schej |
Schek |
Schel |
Schem |
Schen |
Schep |
Scher |
Sches |
Schet |
Scheu |
Schev |
Schew |
Schex |
Schey
Die Liste der Biografien führt alle Personen auf, die in der deutschsprachigen Wikipedia einen Artikel haben. Dieses ist eine Teilliste mit 24 Einträgen von Personen, deren Namen mit den Buchstaben „Schev“ beginnt.

## Schev

### Scheva
- Schevardo, Joe (1925–2012), deutscher Jazz-Kritiker und Hörfunk-Journalist

### Scheve
- Scheve, Adolph Friedrich von (1752–1837), deutscher Jurist
- Scheve, Adolph Ludwig Karl von (1758–1831), deutscher Verwaltungsjurist und mecklenburg-strelitzischer Kammerpräsident
- Scheve, Eduard (1836–1909), deutscher Baptistenprediger und Begründer der evangelisch-freikirchlichen Diakonie und Außenmission
- Scheve, Edward Benjamin (1865–1924), deutsch-amerikanischer Komponist und Musikpädagoge
- Scheve, Heinrich († 1554), deutscher Humanist und römisch-katholischer Geistlicher
- Scheve, Hermann von (1819–1884), Mecklenburg-Schweriner Verwaltungs- und Justizbeamter
- Scheve, Kai (* 1966), deutscher Schauspieler in Fernsehen und Theater sowie Sänger
- Scheve, Sophie von (1855–1925), deutsche Malerin der Düsseldorfer Schule
- Scheve, Theodor von (1851–1922), deutscher Schachspieler
- Scheven, Bernhard (1874–1907), deutscher Bildhauer
- Scheven, Dieter (* 1927), deutscher Verwaltungsjurist
- Scheven, Franz Joseph (1766–1837), preußischer Landrat
- Scheven, Gerd von (1927–2013), deutscher Volkswirt und Ministerialbeamter
- Scheven, Günter von (1908–1942), deutscher Bildhauer
- Scheven, Helmuth von (1901–1988), deutscher Schauspieler und Regisseur
- Scheven, Karl von (1882–1954), deutscher evangelischer Theologe und Bischof
- Scheven, Katharina (1861–1922), Stadtverordnete in Dresden
- Scheven, Rütger von (1661–1740), Dürener Unternehmer, Papierhersteller
- Scheven, Theodor Gottlieb von (1751–1810), deutscher evangelischer Geistlicher und Entomologe
- Scheven, Werner von (* 1937), deutscher Militär, Generalleutnant der Bundeswehr
- Schevenels, Walter (1894–1966), internationaler Gewerkschaftsfunktionär

### Schevi
- Schevichaven, Jakob van (1866–1935), niederländischer Schriftsteller, Krimi-Autor
- Schevill, Rudolph (1874–1946), US-amerikanischer Romanist und Hispanist deutscher Abstammung